# 皮亚斯特

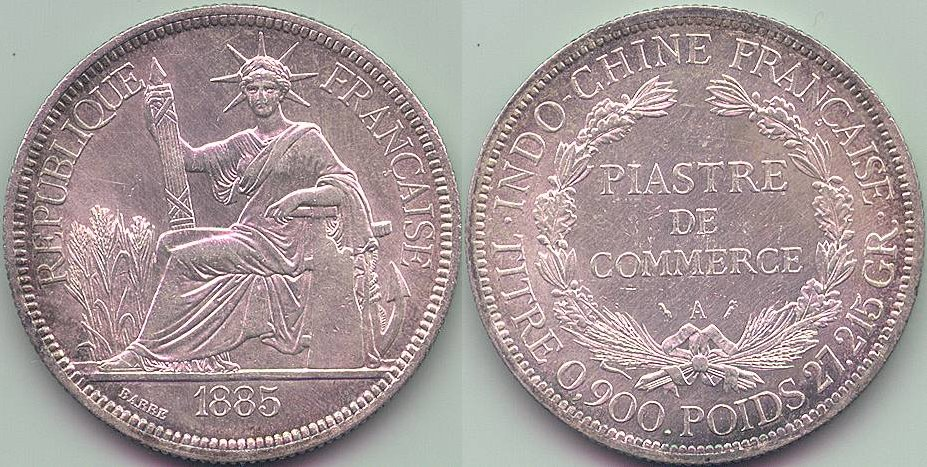
1885年发行的法属印度支那皮亚斯特银圆（俗称“坐洋”）

皮亚斯特（Module:Lang第1520行Lua错误：attempt to call method 'gsub' (a nil value)）是一系列货币的名称。皮亚斯特一词来源于西班牙语的「比索」（peso de ocho）一词，其词汇更深层的来源可追溯到意大利语，本意是「薄的金属盘子」。
法国将印度支那变成其殖民地之后，发行法属印度支那皮亚斯特，规定其与西班牙银圆等值。在中國，因其印有自由女神坐像，故俗稱「坐洋」。在魁北克等加拿大法语区，皮亚斯特在民间仍被用作称呼加币。
奥斯曼帝国施行币制改革之后，亦发行皮亚斯特，规定与英国的2便士等值。受到奥斯曼帝国的影响，如今的土耳其、塞浦路斯、埃及等国依旧将皮亚斯特作为辅币。而在东南亚的原法属印度支那地区，则被柬埔寨瑞尔、老挝基普和越南盾取代。

## 主币
- 法属印度支那皮亚斯特（法属印度支那元）
- 奥斯曼土耳其皮亚斯特（库鲁）

## 辅币
- 1/100 埃及镑
- 1/100 约旦第纳尔
- 1/100 黎巴嫩镑
- 1/100 利比亚镑
- 1/100 南苏丹镑
- 1/100 苏丹镑
- 1/100 叙利亚镑
- 1/180 塞浦路斯镑